# 橘田健人
橘田 健人（たちばなだ けんと、1998年5月29日 - ）は、鹿児島県霧島市出身のプロサッカー選手。Jリーグ・川崎フロンターレ所属。ポジションはミッドフィールダー（MF）。

## 来歴
鹿児島県出身。中学校の監督の勧めで、神村学園高等学校に進学した。神村学園では一学年下に髙橋大悟がいたが、全国大会に出場することができなかった。大学では桐蔭横浜大学に進学して3年時に評価を高め、2020年6月に川崎フロンターレ入りが内定した。
2021年より川崎フロンターレに入団。2月20日、富士ゼロックススーパーカップのガンバ大阪戦でプロデビューを果たした。6月9日、天皇杯2回戦のAC長野パルセイロ戦でプロ入り初ゴールを決めた。7月3日、AFCチャンピオンズリーグのユナイテッド・シティFC戦ではプロ入り初のハットトリックの活躍を見せた。シーズン終盤には4-3-3のアンカーポジションをジョアン・シミッチから奪い、先発に定着。チームのリーグ優勝への貢献が認められ、Jリーグ優秀選手賞を受賞した。

## 所属クラブ
- 国分西サッカースポーツ少年団
- 霧島市立舞鶴中学校
- 神村学園高等学校
- 桐蔭横浜大学
  - 2020年6月 - 同年12月 川崎フロンターレ（特別指定選手）[8]
- 2021年 -  川崎フロンターレ

## 個人成績
| 国内大会個人成績 | 国内大会個人成績 | 国内大会個人成績 | 国内大会個人成績 | 国内大会個人成績 | 国内大会個人成績 | 国内大会個人成績 | 国内大会個人成績 | 国内大会個人成績 | 国内大会個人成績 | 国内大会個人成績 | 国内大会個人成績 |
| 年度             | クラブ           | 背番号           | リーグ           | リーグ戦         | リーグ戦         | リーグ杯         | リーグ杯         | オープン杯       | オープン杯       | 期間通算         | 期間通算         |
| 年度             | クラブ           | 背番号           | リーグ           | 出場             | 得点             | 出場             | 得点             | 出場             | 得点             | 出場             | 得点             |
| 日本             | 日本             | 日本             | 日本             | リーグ戦         | リーグ戦         | リーグ杯         | リーグ杯         | 天皇杯           | 天皇杯           | 期間通算         | 期間通算         |
| ---------------- | ---------------- | ---------------- | ---------------- | ---------------- | ---------------- | ---------------- | ---------------- | ---------------- | ---------------- | ---------------- | ---------------- |
| 2019             | 桐蔭横浜大       | 6                | 他               | -                | -                | -                | -                | 2                | 0                | 2                | 0                |
| 2020             | 桐蔭横浜大       | 6                | 他               | -                | -                | -                | -                | 2                | 0                | 2                | 0                |
| 2021             | 川崎             | 22               | J1               | 29               | 0                | 2                | 0                | 5                | 1                | 36               | 1                |
| 2022             | 川崎             | 8                | J1               | 32               | 2                | 2                | 0                | 1                | 0                | 35               | 2                |
| 2023             | 川崎             | 8                | J1               | 30               | 2                | 3                | 0                | 6                | 1                | 39               | 3                |
| 2024             | 川崎             | 8                | J1               | 35               | 3                | 4                | 0                | 1                | 0                | 40               | 3                |
| 2025             | 川崎             | 8                | J1               |                  |                  |                  |                  |                  |                  |                  |                  |
| 通算             | 日本             | 日本             | J1               | 126              | 7                | 11               | 0                | 13               | 2                | 150              | 9                |
| 通算             | 日本             | 日本             | 他               | -                | -                | -                | -                | 4                | 0                | 4                | 0                |
| 総通算           | 総通算           | 総通算           | 総通算           | 126              | 7                | 11               | 0                | 17               | 2                | 154              | 9                |

| 国際大会個人成績 | 国際大会個人成績 | 国際大会個人成績 | 国際大会個人成績 | 国際大会個人成績 |
| 年度             | クラブ           | 背番号           | 出場             | 得点             |
| AFC              | AFC              | AFC              | ACL              | ACL              |
| ---------------- | ---------------- | ---------------- | ---------------- | ---------------- |
| 2021             | 川崎             | 22               | 6                | 4                |
| 2022             | 川崎             | 8                | 6                | 0                |
| 2023-24          | 川崎             | 8                | 7                | 2                |
| 通算             | AFC              | AFC              | 19               | 6                |

- 2020年は特別指定選手（出場なし）

出場歴
- 公式戦初出場 - FUJI XEROX SUPER CUP vsガンバ大阪（埼玉スタジアム2002）
- Jリーグ初出場 - 2021年2月26日 J1第1節 vs横浜F・マリノス（等々力陸上競技場）
- 公式戦初得点 - 2021年6月9日 天皇杯2回戦 vsAC長野パルセイロ（等々力陸上競技場）
- 公式戦初ハットトリック - 2021年7月2日 ACLグループリーグ第3節 vsユナイテッド・シティFC（ロコモティフ・スタジアム）
- Jリーグ初得点 - 2022年9月14日 J1第22節 vs名古屋グランパス（豊田スタジアム）

## タイトル

### クラブ
桐蔭横浜大学
- 神奈川県サッカー選手権大会：2回（2019年、2020年）

川崎フロンターレ
- FUJI XEROX SUPER CUP：1回（2021年）
- J1リーグ：1回（2021年）
- 天皇杯 JFA 全日本サッカー選手権大会：1回（2023年）

### 個人
- 関東大学サッカーリーグ戦・ベストイレブン（2020年）
- AFCチャンピオンズリーグ・ベストイレブン（2021年）
- Jリーグ・優秀選手賞（2022年）

## 選抜歴
- 全日本大学選抜
  - デンソーカップサッカー（2018年 - 2020年）

## 出演

### テレビアニメ
- 名探偵コナン（2023年、本人役[9][10]）